# Semecarpus ochraceus
Semecarpus ochraceus är en sumakväxtart som beskrevs av Arthur Hugh Garfit Alston. Semecarpus ochraceus ingår i släktet Semecarpus och familjen sumakväxter. Inga underarter finns listade i Catalogue of Life.